# Пруткін Євген Дмитрович
Євге́н Дми́трович Пру́ткін (13 липня 1947, с. Катеринівка Нікопольського району Дніпропетровської області — 24 серпня 2023) — український співак (тенор), народний артист УРСР (1987), лауреат Шевченківської премії (1985), нагороджений орденом «За заслуги» III-го ступеня.

## Життєпис
Закінчив Дніпропетровське музичне училище ім. М. Глінки (у Л. Семененка) та Київський національний університет культури і мистецтв.
В 1975—2003 роках — у складі вокального квартету «Явір» (разом з В. Є. Дідухом, В. М. Реусом, О. М. Харченком; художній керівник — Р. І. Іванський).